# خطبة الدم والحديد

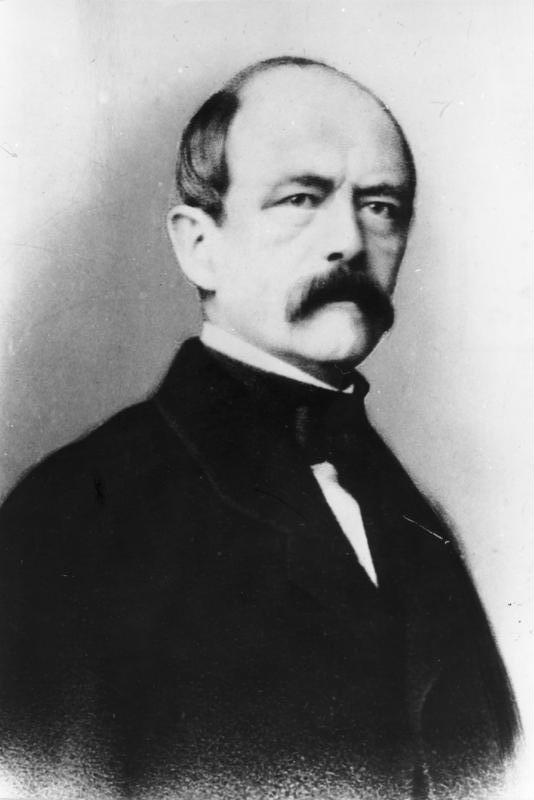
الوزير الرئيس بسمارك، 1862

الدم والحديد (بالألمانية: Blut und Eisen) هو الاسم الذي أُطلق على خطاب ألقاه أوتو فون بسمارك في 30 سبتمبر 1862، في الوقت الذي كان فيه وزيرًا رئيسًا لبروسيا حول توحيد الأراضي الألمانية، وهي أيضًا عبارة منقولة نطق بها بسمارك قرب نهاية الخطاب والتي أصبحت واحدة من أكثر اقتباساته شهرة.

في سبتمبر 1862، عندما رفض مجلس النواب البروسي الموافقة على زيادة الإنفاق العسكري التي يريدها الملك فيلهلم الأول، عين الملك بسمارك وزيرًا رئيسًا ووزيرًا للخارجية. بعد بضعة أيام، مثل بسمارك أمام لجنة الميزانية في مجلس النواب وشدد على الحاجة إلى الاستعداد العسكري لحل المسألة الألمانية، واختتم حديثه بالبيان التالي:
«لن يتم تحديد مكانة بروسيا في ألمانيا من خلال الليبرالية بل من خلال قوتها [. . . ] يجب على بروسيا تركيز قوتها والاحتفاظ بها في الوقت المناسب، والتي جاء بالفعل وذهب عدة مرات. منذ معاهدات فيينا، تم تصميم حدودنا بشكل سيئ من أجل جهاز سياسي صحي. ليس من خلال الخطب وقرارات الأغلبية سيتم البت في الأسئلة الكبرى اليوم - كان ذلك الخطأ الكبير في عامي 1848 و1849 - ولكن بالحديد والدم (آيزن أوند بلوت).»
هذه العبارة، التي تعتمد على قصيدة وطنية كتبها ماكس فون شينكيندورف خلال الحروب النابليونية، انتشرت على أنها أكثر مبالغة Blut und Eisen («الدم والحديد»)، وأصبحت رمزية لسياسة القوة البسماركية.
على الرغم من أن بسمارك كان دبلوماسيًا بارزًا، إلا أن عبارة «الدم والحديد» أصبحت وصفًا شائعًا لسياسته الخارجية جزئيًا لأنه لجأ في بعض الأحيان إلى الحرب لتعزيز توحيد ألمانيا وتوسيع قوتها القارية، لذلك أصبح يعرف باسم «المستشار الحديدي».

## في السينما
تمت إعادة صياغة الخطاب في الفيلم الألماني بسمارك (فيلم 1940)، الفيلم الدعائي لربط أوتو فون بسمارك بأدولف هتلر.